# William Wegman
William Wegman (Holyoke, Massachusetts, 1943 –) amerikai fotós. A koncept és a performansz vezető mesterei közé tartozott. Alapvető médiuma a fénykép volt. Fényképmunkái leginkább egyetlen darabból állnak, de vannak két- vagy több darabos sorozatok is, amelyek több műfaji kategóriába sorolandók. Azon munkák esetében, amelyek a hasonlóság-különbség ellentétét kutatják, Wegman többé-kevésbé azonos vagy ikerdarabokat hasonlít össze, hogy a természetszerűleg jelenlévő finom különbségeket hangsúlyozza. Foglalkozik a férfi identitás kérdésével is.
A hasonlóságokkal és különbözőségekkel foglalkozó munkái döntően az alakított, szándékoltan előállított különbségekre koncentrálnak. A változások olyan kicsinyek és jelentéktelenek, hogy a kompozíció mint egész, ugyan egynek tűnik a fényképsorozat mindegyik darabján. Ez valóban meglepő egy, a művész stúdiójában lévő mindennapi tárgyakat felhasználó fényképsorozatnál, ahol a módosított részletek is rettenetesen sokfélék és ennek ellenére alig észrevehetőek. Majdnem minden tárgy kétszer jelenik meg a fényképeken.
Wegman „konceptuális” terminológiájában a „nagy és kicsi” összehasonlításához olyan tárgyak használandók fel, amelyeknek egyetlen különbsége van csak, a méretük. Ilyen munka a művész fényképe, különböző használati tárgyakkal. Egy nála nagyobb, de rá valamennyire emlékeztető ember mellett áll, aki ugyanazokat, de nagyobb tárgyakat tart az előző fényképen látott, hozzá hasonló módon. 
Másik munkájában egy kacsa árnyéka látható, amit egy holló vet a falra. A jel, tér, képi kapcsolatok a Wegman oeuvre sok egydarabos fényképművében következetesen megérintett és minden köznapi tevékenységünkben jelenlévő abszurditást jelölik.

## Híres alkotásai
Anya, apa, fiú: A mű fotók egymásrafotózásából jött létre. Felfedezhető benne a genetika láncban megjelenő személyes identitás.